# Weipa
Weipa este un oraș în extremitatea nordică a Australiei, în statul Queensland și Capul York.Orasul are o populatie de 2,830 de locuitori.